# Dreiband-Europameisterschaft der Junioren 1993

Logo CEB (ausrichtender Verband)

Die Dreiband-Europameisterschaft der Junioren 1993 war ein Turnier in der Karambolagedisziplin Dreiband und fand vom 20. bis 21. Februar in Aalborg statt.

## Modus
Gespielt wurde mit 16 Teilnehmern in vier Gruppen à vier Spielern im Round-Robin-Modus. Die beiden Gruppenbesten qualifizierten sich für das Viertelfinale. Für einen 2:0 Satzsieg gab es drei Satzpunkte (2:1-Sieg zwei Satzpunkte) und einen Matchpunkt. Bei Matchpunktegleichheit zählte der direkte Vergleich. Die Partiedistanz betrug zwei Gewinnsätze à 15 Punkte.

## Qualifikation
| Abschlusstabelle Gruppe A | Abschlusstabelle Gruppe A | Abschlusstabelle Gruppe A | Abschlusstabelle Gruppe A | Abschlusstabelle Gruppe A | Abschlusstabelle Gruppe A | Abschlusstabelle Gruppe A | Abschlusstabelle Gruppe A | Abschlusstabelle Gruppe A |
| Platz                     | Name                      | MP                        | SP                        | Pkte                      | Aufn.                     | GD                        | BED                       | HS                        |
| ------------------------- | ------------------------- | ------------------------- | ------------------------- | ------------------------- | ------------------------- | ------------------------- | ------------------------- | ------------------------- |
| 1                         | Brian Knudsen             | 3                         | 9:0                       | 90                        | 75                        | 1,200                     | 1,666                     | 7                         |
| 2                         | Miguel Albert             | 2                         | 6:3                       | 69                        | 100                       | 0,690                     | 0,880                     | 5                         |
| 3                         | Pierre-Alain Rech         | 1                         | 3:6                       | 66                        | 154                       | 0,428                     | 0,379                     | 4                         |
| 4                         | Giuseppe Tomaselli        | 0                         | 0:9                       | 43                        | 139                       | 0,309                     | -                         | 5                         |

| Abschlusstabelle Gruppe B | Abschlusstabelle Gruppe B | Abschlusstabelle Gruppe B | Abschlusstabelle Gruppe B | Abschlusstabelle Gruppe B | Abschlusstabelle Gruppe B | Abschlusstabelle Gruppe B | Abschlusstabelle Gruppe B | Abschlusstabelle Gruppe B |
| Platz                     | Name                      | MP                        | SP                        | Pkte                      | Aufn.                     | GD                        | BED                       | HS                        |
| ------------------------- | ------------------------- | ------------------------- | ------------------------- | ------------------------- | ------------------------- | ------------------------- | ------------------------- | ------------------------- |
| 1                         | Gilbert Preissinger       | 3                         | 9:0                       | 90                        | 69                        | 1,304                     | 1,578                     | 7                         |
| 2                         | Thomas Larsen             | 2                         | 6:3                       | 85                        | 73                        | 1,164                     | 1,111                     | 7                         |
| 3                         | Danny Breur               | 1                         | 3:6                       | 74                        | 88                        | 0,860                     | 0,810                     | 6                         |
| 4                         | Jens Eggers               | 0                         | 0:9                       | 39                        | 86                        | 0,453                     | -                         | 6                         |

| Abschlusstabelle Gruppe C | Abschlusstabelle Gruppe C | Abschlusstabelle Gruppe C | Abschlusstabelle Gruppe C | Abschlusstabelle Gruppe C | Abschlusstabelle Gruppe C | Abschlusstabelle Gruppe C | Abschlusstabelle Gruppe C | Abschlusstabelle Gruppe C |
| Platz                     | Name                      | MP                        | SP                        | Pkte                      | Aufn.                     | GD                        | BED                       | HS                        |
| ------------------------- | ------------------------- | ------------------------- | ------------------------- | ------------------------- | ------------------------- | ------------------------- | ------------------------- | ------------------------- |
| 1                         | Dick van Uum              | 3                         | 8:1                       | 102                       | 84                        | 1,214                     | 1,312                     | 7                         |
| 2                         | Dion Nelin                | 2                         | 6:3                       | 78                        | 75                        | 1,040                     | 1,428                     | 7                         |
| 3                         | Çengiz Karaça             | 1                         | 3:6                       | 94                        | 117                       | 0,803                     | 0,716                     | 5                         |
| 4                         | José Gomez                | 0                         | 1:8                       | 69                        | 101                       | 0,683                     | -                         | 6                         |

| Abschlusstabelle Gruppe D | Abschlusstabelle Gruppe D | Abschlusstabelle Gruppe D | Abschlusstabelle Gruppe D | Abschlusstabelle Gruppe D | Abschlusstabelle Gruppe D | Abschlusstabelle Gruppe D | Abschlusstabelle Gruppe D | Abschlusstabelle Gruppe D |
| Platz                     | Name                      | MP                        | SP                        | Pkte                      | Aufn.                     | GD                        | BED                       | HS                        |
| ------------------------- | ------------------------- | ------------------------- | ------------------------- | ------------------------- | ------------------------- | ------------------------- | ------------------------- | ------------------------- |
| 1                         | David Persson             | 3                         | 9:0                       | 90                        | 92                        | 0,978                     | 1,428                     | 7                         |
| 2                         | Danny Jansen              | 2                         | 6:3                       | 77                        | 69                        | 1,115                     | 1,307                     | 7                         |
| 3                         | Daniel Sánchez            | 1                         | 3:6                       | 65                        | 87                        | 0,747                     | 0,830                     | 5                         |
| 4                         | Fabrice Rosa              | 0                         | 0:9                       | 42                        | 100                       | 0,420                     | -                         | 5                         |

## Finalrunde
|  | Viertelfinale Best of 3 | Viertelfinale Best of 3 |                 |                 | Halbfinale Best of 3 | Halbfinale Best of 3 |  |  | Finale Best of 3 | Finale Best of 3 |
|  |                         |                         |                 |                 |                      |                      |  |  |                  |                  |
|  |                         |                         |                 |                 |                      |                      |  |  |                  |                  |
|  | Gilbert Preissinger     | 0:3/22/26/0,850         |                 |                 |                      |                      |  |  |                  |                  |
|  | Gilbert Preissinger     | 0:3/22/26/0,850         |                 |                 |                      |                      |  |  |                  |                  |
|  | Dion Nelin              | 3:0/30/27/1,111         |                 |                 |                      |                      |  |  |                  |                  |
|  | Dion Nelin              | 3:0/30/27/1,111         | Dion Nelin      | 3:0/30/18/1,666 |                      |                      |  |  |                  |                  |
|  |                         |                         | Dion Nelin      | 3:0/30/18/1,666 |                      |                      |  |  |                  |                  |
|  |                         | Miguel Albert           | 0:3/11/17/0,647 |                 |                      |                      |  |  |                  |                  |
|  | David Persson           | Miguel Albert           | 0:3/11/17/0,647 | 0:3/20/36/0,555 |                      |                      |  |  |                  |                  |
|  | David Persson           |                         |                 | 0:3/20/36/0,555 |                      |                      |  |  |                  |                  |
|  | Miguel Albert           | 3:0/30/37/0,810         |                 |                 |                      |                      |  |  |                  |                  |
|  |                         |                         | Dion Nelin      | 0:3/12/16/0,750 |                      |                      |  |  |                  |                  |
|  |                         |                         |                 | Brian Knudsen   | 3:0/30/17/1,764      |                      |  |  |                  |                  |
|  | Dick van Uum            | 1:2/41/41/1,000         |                 |                 |                      |                      |  |  |                  |                  |
|  | Thomas Larsen           | 2:1/38/42/0,900         |                 |                 |                      |                      |  |  |                  |                  |
|  | Thomas Larsen           | 2:1/38/42/0,900         | Thomas Larsen   | 0:3/18/21/0,857 |                      |                      |  |  |                  |                  |
|  |                         |                         | Thomas Larsen   | 0:3/18/21/0,857 | Spiel um Platz 3     |                      |  |  |                  |                  |
|  |                         | Brian Knudsen           | 3:0/30/22/1,364 |                 |                      |                      |  |  |                  |                  |
|  | Brian Knudsen           | Brian Knudsen           | 3:0/30/22/1,364 | 2:1/37/34/1,088 | Miguel Albert        | 0:3/20/30/0,666      |  |  |                  |                  |
|  | Brian Knudsen           |                         |                 | 2:1/37/34/1,088 | Miguel Albert        | 0:3/20/30/0,666      |  |  |                  |                  |
|  | Danny Jansen            | 1:2/35/33/1,060         |                 | Thomas Larsen   | 3:0/30/31/0,967      |                      |  |  |                  |                  |
|  | Danny Jansen            | 1:2/35/33/1,060         |                 |                 | 3:0/30/31/0,967      |                      |  |  |                  |                  |
|  |                         |                         |                 |                 |                      |                      |  |  |                  |                  |

## Abschlusstabelle
| MP    | Match Points (Sieger = 2; Unentschieden = 1; Verlierer = 0) |
| Pkte. | Erzielte Karambolagen                                       |
| Aufn. | Benötigte Versuche                                          |
| GD    | Generaldurchschnitt                                         |
| BED   | Bester Einzeldurchschnitt eines Spielers                    |
| HS    | Höchstserie                                                 |
|       | Bester GD des Turniers                                      |
|       | Bester ED des Turniers                                      |
|       | Beste HS des Turniers                                       |
|       | 1. Platz (Gold)                                             |
|       | 2. Platz (Silber)                                           |
|       | 3. Platz (Bronze)                                           |

| Endklassement              | Endklassement       | Endklassement | Endklassement | Endklassement | Endklassement | Endklassement | Endklassement | Endklassement |
| Platz                      | Name                | MP            | SP            | Pkte.         | Aufn.         | GD            | BED           | HS            |
| -------------------------- | ------------------- | ------------- | ------------- | ------------- | ------------- | ------------- | ------------- | ------------- |
| 1                          | Brian Knudsen       | 6             | 17:1          | 187           | 148           | 1,263         | 1,764         | 7             |
| 2                          | Dion Nelin          | 5             | 14:4          | 174           | 155           | 1,122         | 1,666         | 9             |
| 3                          | Thomas Larsen       | 6             | 11:7          | 171           | 167           | 1,023         | 1,111         | 9             |
| 4                          | Miguel Albert       | 4             | 9:9           | 130           | 184           | 0,706         | 0,888         | 7             |
| 5                          | Dick van Uum        | 3             | 9:3           | 143           | 125           | 1,144         | 1,312         | 8             |
| 6                          | Gilbert Preissinger | 3             | 9:3           | 112           | 95            | 1,178         | 1,578         | 7             |
| 7                          | David Persson       | 3             | 9:3           | 110           | 128           | 0,859         | 1,428         | 7             |
| 8                          | Danny Jansen        | 3             | 8:4           | 112           | 102           | 1,098         | 1,307         | 7             |
| 9                          | Çengiz Karaça       | 1             | 3:6           | 94            | 117           | 0,803         | 0,716         | 5             |
| 10                         | Danny Breur         | 1             | 3:6           | 74            | 88            | 0,860         | 0,810         | 6             |
| 11                         | Pierre-Alain Rech   | 1             | 3:6           | 66            | 154           | 0,428         | 0,379         | 4             |
| 12                         | Daniel Sánchez      | 1             | 3:6           | 65            | 87            | 0,747         | 0,830         | 5             |
| 13                         | José Gomez          | 0             | 1:8           | 69            | 101           | 0,683         | -             | 6             |
| 14                         | Giuseppe Tomaselli  | 0             | 0:9           | 43            | 139           | 0,309         | -             | 5             |
| 15                         | Fabrice Rosa        | 0             | 0:9           | 42            | 100           | 0,420         | -             | 5             |
| 16                         | Jens Eggers         | 0             | 0:9           | 39            | 86            | 0,453         | -             | 6             |
| Turnierdurchschnitt: 0,821 |                     |               |               |               |               |               |               |               |